# Хондаб (дегестан)
Хондаб (перс. خنداب) — дегестан в Ірані, в Центральному бахші, в шагрестані Хондаб остану Марказі.

## Населені пункти
До складу дегестану входять такі населені пункти:
- Агмадабад
- Багарестан
- Гаджіабад
- Ґазеран
- Гейнардже
- Дар-Анджір
- Дегнов
- Джовшірван
- Дізабад
- Калібаф
- Камешлу
- Карканак
- Кезель-Калье
- Келіч-Таппе
- Кешлак-е Аббасбад
- Кешлак-е Абд-оль-Карім
- Кешлак-е Ґазеран
- Кешлак-е Котбабад
- Мейсамабад
- Могаммадабад
- Разгардан
- Сір-Дар
- Фараб
- Шаве